# Premio David de Donatello
Los Premios David de Donatello (en italiano: Premi David di Donatello) son los galardones cinematográficos más prestigiosos de Italia. Asignados por el Ente David di Donatello de la Academia del Cine Italiano. Se conceden en diferentes categorías de modo similar a los de otras academias cinematográficas. En la edición del año 2006, fueron 24 categorías en total.
Representan a la estatua homónina del escultor renacentista Donatello.

## Historia

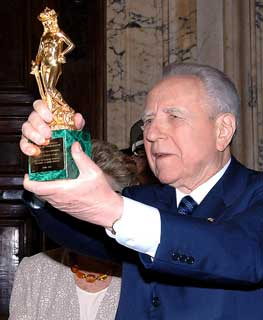
El Presidente de la República Italiana Carlo Azeglio Ciampi, mostrando el Premio, recibido con ocasión de la ceremonia en 2005.

La historia de los David de Donatello se inicia a mediados de los años 50 con la fundación del Open Gate Club de Roma. Inicialmente se crearon como símbolo de una puerta que se abría tras la Segunda Guerra Mundial y el retorno a una renovada apertura a la escena cultural internacional. Un periodo de florecimiento del cine, en particular en Italia gracias al Neorrealismo.
En el año 1953, vio la luz en el club romano, la Comisión por el arte y la cultura, que sería el germen de la Academia del Cine Italiano. Al año siguiente, se le unió el Círculo internacional del cine (que cambiaría de denominación en el año 1955 por Club internacional del cine). Bajo la dirección de Italo Gemini, idean, destinados a premiar las mejores producciones cinematográficas italianas y extranjeras, siguiendo el criterio de la Academia estadounidense con los Premios Óscar.
La primera ceremonia de entrega tuvo lugar en el año 1956, en el cine Fiamma de Roma. Desde la segunda edición, se entregarían en el teatro greco-romano de Taormina con algunas excepciones: En Roma en las Termas de Caracalla (1971), en Florencia en la Plaza Michelangelo (1978) y en el Teatro dell'Ópera di Roma (1979). 
En 1981, se entregaron en 2 momentos y sedes diferentes: En Roma en el Teatro de la Ópera y en Florencia en el Palazzo Vecchio. Desde el año 1982, la ceremonia se celebra en Roma.
En la edición de 2006, como conmemoración de los primeros 50 años de existencia de los galardones, se entregaron unos premios especiales, llamados "David del Cincuentenario", a los más prestigiosos representantes italianos de la historia del cine en sus principales categorías:
- Gina Lollobrigida, actriz, que ganó la primera edición del premio en 1956 por su interpretación en La donna più bella del mondo de Robert Z. Leonard.
- Piero Tosi, diseñador de vestuario.
- Giuseppe Rotunno, director de fotografía.
- Ennio Morricone, músico.
- Dino De Laurentiis, productor.
- Francesco Rosi, director.
- Suso Cecchi D'Amico, guionista.
- Mario Garbuglia, escenógrafo.

## Categorías premiadas

### Actuales
- Mejor película (desde 1970)
- Mejor director
- Mejor ópera prima
- Mejor guion original (desde 2016)
- Mejor guion adaptado (desde 2016)
- Mejor actor
- Mejor actriz
- Mejor actor secundario
- Mejor actriz secundaria
- Mejor director de fotografía
- Mejor banda sonora (desde 1975)
- Mejor canción original
- Mejor escenografía (desde 1981)
- Mejor vestuario (desde 1981)
- Mejor maquillaje (desde 2008)
- Mejor peluquería (desde 2008)
- Mejor montaje (desde 1981)
- Mejor sonido (desde 1987)
- Mejores efectos visuales (desde 2004)
- Mejor documental
- Mejor cortometraje
- Mejor película extranjera (desde 1959)

### Categorías discontinuadas
- Mejor director novel (desde 1984)
- Mejor guion (desde 1975 hasta 2016)
- Mejor director extranjero (de 1966 a 1990)
- Mejor actor extranjero (de 1957 a 1996)
- Mejor actriz extranjera (de 1957 a 1996)
- Mejor nuevo actor (1982 a 1983)
- Mejor nueva actriz(1982 a 1983)
- Mejor película europea (de 2004 a 2018, combinado en Mejor película extranjera)
- Mejor productor
- Mejor película europea (desde 2004)
- Mejor productor extranjero (de 1956 a 1990 excepto en 1959, 1960, 1962, 1963, 1964, y de 1972 a 1980)
- Mejor guion extranjero (1979 a 1990)
- Mejor Banda sonora extranjera (1979 a 1980)
- Placa de oro (de 1956 a 2001 excepto en 1961, 1962, de 1975 a 1983, y de 1985 a 1989)
- David Europeo (de 1973 a 1983)
- Premio David Franco Cristaldi (en 1992 y 1993)
- Premio David Luchino Visconti (de 1976 a 1995)
- Premio David René Clair (de 1982 a 1987)
- Premio Alitalia (de 1984 a 1991)
- Medalla de Oro de la Municipalidad de aroma
- Medalla de Oro del Ministro de Turismo y Entretenimiento

## Ediciones de los David de Donatello
- Premios David de Donatello

## Otros Premios de cine
- Premios Oscar de la Academia de las Artes y las Ciencias Cinematográficas de Hollywood
- Premios Globo de Oro de la Asociación de la Prensa Extranjera de Hollywood
- Premios BAFTA de la Academia Británica de las Artes Cinematográficas y de la Televisión
- Premios Goya de la Academia de las Artes y las Ciencias Cinematográficas de España
- Premios César de la Academia de las artes y técnicas del cine de Francia
- Premios del Cine Europeo de la Academia de Cine Europeo
- Premios Ariel de la Academia Mexicana de Artes y Ciencias Cinematográficas
- Premios Cóndor de Plata de la Asociación de Cronistas Cinematográficos de la Argentina
- Premios Sur de la Academia de las Artes y Ciencias Cinematográficas de la Argentina
- Premios León checo de la Academia Checa de Cine y Televisión

- Datos: Q31579
- Multimedia: David di Donatello / Q31579